# Microhouse
Microhouse sau Ro-Minimal este un subgen minimalist al genului house care se caracterizează prin sunete minimale, ușoare, abstracte. Totodată sofisticate într-o manieră logică. Scopul sau ideea muzicii Minimal este de a exprima într-un fel claritate și fantezie. 
Artistul încearcă să exprime stări de moment sau lucruri mărețe, abstracte care au nevoie de sunete pe măsură. Însă poate să nu încerce să neapărat să exprime ceva, doar să combine sunetele în mod logic și plăcut, care dau, oricum, acea stare de fantezie prin insăși esența acestui gen.

## Case de discuri de microhouse notabile
- [a:rpia:r]
- Cynosure
- Minisketch
- Perlon
- Telegraph Records
- Microcosm
- Ware
- BPitch Control
- Cadenza
- Cocoon
- Ghostly International / Spectral Sound
- Kompakt
- Macro
- Mille Plateaux
- M nus
- Traum Schallplatten
- Truesoul
- Raster-Noton

## Artiști notabili
- Bryz
- Akufen
- Mihai Popoviciu
- NTFO
- Arapu

- Cap
- Cezar (Lazar)
- Cristi Cons
- Dan Andrei
- Dasq

- Dubtil
- Floog

- Guti
- Herodot

- Lizz
- Matthew
- Dear
- Mihigh
- Petre Inspirescu
- Piticu
- Praslea
- Priku
- RQZ
- Raresh
- Rhadoo
- Ricardo Villalobos
- SIT (Cristi Cons & Vlad Caia)
- Sepp
- Nu Zău

- Suciu
- Traumer

- Vlad Caia
- iO (Mulen)
- EPAU (Sepp & Nu Zău)